# Heart of the TVA
«Heart of the TVA» (с англ. — «Сердце УВИ») — четвёртый эпизод второго сезона американского супергеройского сериала «Локи», снятого по мотивам комиксов Marvel Comics с участием персонажа Локи. По сюжету Локи вместе с Мобиусом М. Мобиусом, Охотником B-15 и другими представителями «Управления временными изменениями» (УВИ) пытаются исправить перегруженный Ткач времени с помощью Виктора Таймли. События эпизода разворачиваются в медиафраншизе «Кинематографическая вселенная Marvel», также он разделяет связь с фильмами франшизы. Сценарий написали Эрик Мартин и Кэтрин Блэр, режиссуру осуществили Джастин Бенсон и Аарон Мурхед.
Том Хиддлстон повторил роль Локи из предыдущих проектов киновселенной. Также к своим ролям вернулись София Ди Мартино (Сильвия), Гугу Мбата-Ро (Равонна Ренслейер), Вунми Мосаку (Охотник B-15), Юджин Кордеро (Кейси), Тара Стронг (Мисс Минуты), Нил Эллис (Охотник D-90), Джонатан Мейджорс (Виктор Таймли) и Оуэн Уилсон (Мобиус М. Мобиус). В актёрский состав сезона также входят Рафаэль Касаль (Охотник Х-5), Кейт Дики (генерал Докс), Лиз Карр (судья Гэмбл) и Ке Хюи Куан (Уроборос). К ноябрю 2020 года началась разработка второго сезона «Локи», что было официально подтверждено в июле 2021 года. В феврале 2022 года стало известно, что Бенсон, Мурхед и Мартин возьмутся за режиссуру и написание сценария для сезона.
Эпизод «Сердце УВИ» был выпущен на стриминговом сервисе Disney+ 26 октября 2023 года.

## Сюжет
В Цитадели в конце времён, Мисс Минуты раскрывает Равонне Ренслейер, что в прошлом организации «Управление временными изменениями» (УВИ) Тот, кто остаётся и Равонна вместе закончили Войну Мультивселенных и собирались править вместе, однако после ухода Равонны, Тот, кто остаётся через Мисс Минуты запускает «Протокол 42» и стирает память всем работникам УВИ, в том числе и Равонне.
Прибывший в УВИ Виктор Таймли соглашается помочь Локи, Мобиусу и Охотнику В-15 исправить Ткач времени. Виктор знакомится с Уроборосом «У.Б.», и вместе с ним и Кейси придумывает способ исправить доработки У.Б. с помощью своих разработок. Герои дают им время, в то время как сами отправляются в кафетерий. Сильвия сомневается в своём выборе убийства Того, кто остаётся, и Локи вспоминает изгнание его сводного брата Тора на Землю из Асгарда, что в итоге исправило его мировоззрение.
В то же время генерал Докс, Охотник Х-5 и другие минутмены, ответственные за удаление множества линий содержатся в карцере УВИ. В-15 пытается договориться с ними и просит их помочь бороться за новый УВИ. В течение их размышлений Равонна Ренслейер и Мисс Минуты возвращаются из Цитадели в конце времён. Равонна предлагает им присоединиться к ней для перехвата власти в УВИ, однако Докс и другие минутмены отказываются. Х-5 присоединяется к Равонне, после чего на их глазах Мисс Минуты помещает Докс и всех несогласных минутменов в Куб времени и убивает.
После завершения устройства по исправлению Ткача, Мобиус отправляет Виктора вместе Охотником D-90 к кофейному аппарату. В процессе этого Х-5 «удаляет» D-90 и отправляет Виктора к Равонне и Мисс Минуты. В отделе У.Б. герои узнают, что Мисс Минуты перехватила управление всем оборудованием УВИ, и запрещает героям доступ ко многим функциям УВИ. Локи и Сильвия отправляются на поиски Виктора, и Сильвия попадает в лифт, однако Локи не удаётся попасть в него и он идёт пешком. По пути Локи видит себя из прошлого, пытающегося найти дубинку УВИ, после чего «удаляет» его. На телефон звонит У.Б. и заявляет о Мисс Минуты, после чего предлагает перезагрузить систему, тем самым стерев Мисс Минуты и отключив многие протоколы безопасности, в том числе протокол, ответственный за ограничение магии в УВИ. Все соглашаются, после чего Мисс Минуты исчезает, и Х-5 отправляется узнать, что происходит. Его зачаровывает Сильвия и вернувшись в зал Х-5 под влиянием Сильвии «удаляет» Равонну Ренслейер, в то время как Локи спасает Виктора, и они отправляются к Ткачу.
Попав в рубку, Виктор с помощью своей темпоральной ауры открывает шлюзы и сам вызывается доставить устройство к Ткачу. Виктор надевает скафандр и едва покинув помещение мгновенно спагеттифицируется и погибает. Шокированная этим команда в рубке наблюдает, как Ткач времени взрывается от перегрузки необработанным временем, уничтожая УВИ.

## Реакция
Тереза Лаксон из Collider назвала эпизод одним из самых насыщенных во втором сезоне. Рецензентка предположила, что Уроборос может быть вариантом Канга. Фэй Уотсон из GamesRadar+ был рад, что в серии наконец раскрылось происхождение девиза УВИ, «For All Time. Always.», которое придумали Тот, кто остаётся, и Ренслейер. Куинн Левандовски из Screen Rant назвал сцену с рассуждениями Локи и Сильвии насчёт УВИ одной из лучших в сериале. Кайла Харрингтон из Dexerto оценила эпизод в 4 звезды из 5 и отметила, что в нём «большое внимание уделяется надежде и вере в лучшее, в вере в людей, но мы знаем, какие неприятные последствия это может иметь, особенно в случае с Локи».

### Комментарии
1. ↑  После событий эпизода «1893».
2. ↑  События фильма «Тор» (2011).
3. ↑  После событий эпизода «Breaking Brad».
4. ↑  События первого эпизода «Ouroboros», подтвердившие наличие временной петли внутри УВИ.